# Амосова, Наталия Николаевна
Ната́лия Никола́евна Амо́сова (1911—1966) — советский лингвист, переводчица
, специалист по фразеологии английского языка, создатель школы российских этимологов-англистов. Доктор филологических наук, профессор.

## Биография
Окончила Ленинградский государственный университет.
В 1942 году защитила диссертацию на соискание учёной степени кандидата филологических наук по теме «Колебания грамматического рода в англосаксонском языке».
В 1963 году защитила диссертацию на соискание учёной степени доктора филологических наук по теме «Основы английской фразеологии».
В 1945—1966 годах читала курсы лекций «Введение в языкознание», «Лексикология английского языка», специальные курсы «Основы английской фразеологии» и «Английская лексикография», а также руководила курсовыми и дипломными работами студентов, диссертационными исследованиями аспирантов в ЛГУ.
Профессор кафедры английской филологии Ленинградского государственного университета.
Среди её учеников были основатель фоносемантики С. В. Воронин, а также автор трудов по истории английской лексикографии Л. П. Ступин.
Автор трёх монографий, в том числе: «Основы английской фразеологии» и «English Contextology» (под ред. И. А. Потаповой), а также многочисленных статей по проблемам английской лексикологии, лексикографии, фразеологии и теории контекста. Лауреат университетской премии «За лучшую научную работу».
Тело погребено в Санкт-Петербурге, на Богословском кладбище (Лесная дор., уч.174) у ограды, в нескольких метрах от выхода на железнодорожные пути.

## Научные труды

### Диссертации
- Амосова Н. Н. Основы английской фразеологии: Дис. д-ра филол. наук. Л., 1961.

### Словари
- Большой англо-русский словарь. Д-р филол. наук Н. Н. Амосова, канд. филол. наук Ю. Д. Апресян, д-р филол. наук И. Р. Гальперин, канд. филол. наук Р. С. Гинзбург, канд. филол. наук И. А. Ершова, Л. К. Калантарова, канд. филол. наук Э. М. Медникова, канд. пед. наук А. В. Петрова, М. Э. Фельдман, канд. филол. наук А. М. Фитерман. Под. общ. руковод. д-ра филол. наук, проф. И. Р. Гальперина. Т. I. — М.: Советская энциклопедия, 1972. — 822 c.
- Большой англо-русский словарь. Д-р филол. наук Н. Н. Амосова, канд. филол. наук Ю. Д. Апресян, д-р филол. наук И. Р. Гальперин, канд. филол. наук Р. С. Гинзбург, канд. филол. наук И. А. Ершова, Л. К. Калантарова, канд. филол. наук Э. М. Медникова, канд. пед. наук А. В. Петрова, М. Э. Фельдман, канд. филол. наук А. М. Фитерман. Под. общ. руковод. д-ра филол. наук, проф. И. Р. Гальперина. T. II. — М.: Советская энциклопедия, 1972. — 863 c.
- Большой англо-русский словарь. В двух томах. Изд. 2-е, стереотип. Д-р филол. наук Н. Н. Амосова, канд. филол. наук Ю. Д. Апресян, д-р филол. наук И. Р. Гальперин, канд. филол. наук Р. С. Гинзбург, канд. филол. наук И. А. Ершова, Л. К. Калантарова, канд. филол. наук Э. М. Медникова, канд. пед. наук А. В. Петрова, М. Э. Фельдман, канд. филол. наук А. М. Фитерман. Под. общ. руковод. д-ра филол. наук, проф. И. Р. Гальперина. Том I. — М.: Рус. яз., 1977. — 822 с.
- Большой англо-русский словарь. В двух томах. Изд. 2-е, стереотип. Д-р филол. наук Н. Н. Амосова, канд. филол. наук Ю. Д. Апресян, д-р филол. наук И. Р. Гальперин, канд. филол. наук Р. С. Гинзбург, канд. филол. наук И. А. Ершова, Л. К. Калантарова, канд. филол. наук Э. М. Медникова, канд. пед. наук А. В. Петрова, М. Э. Фельдман, канд. филол. наук А. М. Фитерман. Под. общ. руковод. д-ра филол. наук, проф. И. Р. Гальперина. Том II. — М.: Рус. яз., 1977. — 863 с.
- Большой англо-русский словарь. Изд. 3. Д-р филол. наук Н. Н. Амосова, канд. филол. наук Ю. Д. Апресян, д-р филол. наук И. Р. Гальперин, канд. филол. наук Р. С. Гинзбург, канд. филол. наук И. А. Ершова, Л. К. Калантарова, канд. филол. наук Э. М. Медникова, канд. пед. наук А. В. Петрова, М. Э. Фельдман, канд. филол. наук А. М. Фитерман. Под. общ. руковод. д-ра филол. наук, проф. И. Р. Гальперина. Том I. — М.: Русский язык, 1979.
- Большой англо-русский словарь. Изд. 3. Д-р филол. наук Н. Н. Амосова, канд. филол. наук Ю. Д. Апресян, д-р филол. наук И. Р. Гальперин, канд. филол. наук Р. С. Гинзбург, канд. филол. наук И. А. Ершова, Л. К. Калантарова, канд. филол. наук Э. М. Медникова, канд. пед. наук А. В. Петрова, М. Э. Фельдман, канд. филол. наук А. М. Фитерман. Под. общ. руковод. д-ра филол. наук, проф. И. Р. Гальперина. Том II. — М.: Русский язык, 1979.
- Большой англо-русский словарь. Изд. 4, исправленное и дополненное. Д-р филол. наук Н. Н. Амосова, канд. филол. наук Ю. Д. Апресян, д-р филол. наук И. Р. Гальперин, канд. филол. наук Р. С. Гинзбург, канд. филол. наук И. А. Ершова, Л. К. Калантарова, канд. филол. наук Э. М. Медникова, канд. пед. наук А. В. Петрова, М. Э. Фельдман, канд. филол. наук А. М. Фитерман. Под. общ. руковод. д-ра филол. наук, проф. И. Р. Гальперина. Том I. — М.: Русский язык, 1987.
- Большой англо-русский словарь. Изд. 4, исправленное и дополненное. Д-р филол. наук Н. Н. Амосова, канд. филол. наук Ю. Д. Апресян, д-р филол. наук И. Р. Гальперин, канд. филол. наук Р. С. Гинзбург, канд. филол. наук И. А. Ершова, Л. К. Калантарова, канд. филол. наук Э. М. Медникова, канд. пед. наук А. В. Петрова, М. Э. Фельдман, канд. филол. наук А. М. Фитерман. Под. общ. руковод. д-ра филол. наук, проф. И. Р. Гальперина. Том II. — М.: Русский язык, 1987.

### Монографии
- Амосова Н. Н. Лексикология английского языка. — Учпедгиз, 1955.
- Амосова Н. Н. Этимологические основы словарного состава современного английского языка. — М., 1956.
- Амосова Н. Н., Ларин Б. А., Маслов Ю. С., Степанов Г. В. Проблемы языкознания 1961. — 260 с.
- Амосова Н. Н. Принципы контекстологического анализа значений слов. — М., 1963.
- Амосова Н. Н. Основы английской фразеологии. — Л.: Изд-во Ленинград. ун-та, 1963. — 208 c.
  - Амосова Н. Н. Основы английской фразеологии. 3-е изд. — М.: Эдиториал УРСС, 2013. — 216 с. ISBN 978-5-397-03557-6
- Амосова Н. Н. Английская контекстология. — Л., 1968.
- Амосова Н. Н. Этимологические основы словарного состава современного английского языка. 2-е изд., доп. — М.: Эдиториал УРСС, 2010. — 224 с. ISBN 978-5-397-01239-3

### Статьи
- Амосова Н. Н. Слово и контекст. // Учёные записки ЛГУ. Серия Филололические науки. — 1958. — № 243. — Вып. 42.
- Амосова Н. Н. О целостном значении идиомы. // Исследования по английской филологии: сборник. — Л., 1961.
- Амосова Н. Н. О синтаксической организации фразеологических единиц Проблемы языкознания // Учёные записки ЛГУ. Т. 31. Серия Филологические науки Вып. 60. Л, 1961.
- Амосова Н. Н. О синтаксическом контексте // Лексикографический сборник. М., 1962. Вып. 5.
- Амосова Н. Н. Фраземы как разновидность фразеологических единиц английского языка // Проблемы фразеологии: Исследования и материалы. / Под ред. А. М. Бабкина. — М.-Л., 1964.
- Амосова Н. Н. О диахроническом анализе фразеологических единиц // Исследования по английской филологии. — Л., 1965. — С. 101—106.
- Амосова Н. Н. Современное состояние и перспективы фразеологии // Вопросы языкознания. — М., 1966. — № 3. — С. 65—72.
- Амосова Н. Н. Значение фразеологии как особой отрасли языкознания // Проблемы фразеологии и задачи её изучения в высшей и средней школе. — Вологда, 1967. — С. 5-12.

### Переводы
- Кристофер Марло Трагическая история доктора Фауста / Перев. Н. Н. Амосовой. Легенда о докторе Фаусте. — М., АН СССР, 1958. — («Литературные памятники»).
  - Кристофер Марло Трагическая история доктора Фауста / Перев. Н. Н. Амосовой.// Легенда о докторе Фаусте. Изд. подготовил В. М. Жирмунский. 2-е, испр. изд. — М.: Наука, 1978. — («Литературные памятники»). Часть V: Приложения. Раздел 1. С. 189—244, примечания с. 406—419.